# Boksning under Middelhavslegene 2001
Boksning under Middelhavslegene 2001 blev afholdt i Tunis, Tunesien fra den 6. til 8. september.

## Medaljevindere
| Event          | Guld                   | Sølv             | Bronze                              |
| -------------- | ---------------------- | ---------------- | ----------------------------------- |
| Let-fluevægt   | Abdülkadir Koçak       | Amjad Aouda      | Walid Cherif Rudik Kazandjian       |
| Fluevægt       | Mebarek Soltani        | Mohamed Rezkalla | Jérôme Thomas Moez Zemzeni          |
| Bantamvægt     | Ağasi Agagüloğlu       | Hassan Djlassi   | Artur Mikaelian Abdullah Waheb      |
| Fjervægt       | Ramaz Paliani          | Driss Melki      | Jetis Bajrami Boubacar Dangnoko     |
| Letvægt        | Zied Sassi             | Yussuf Hamidi    | Michele di Rocco Guillaume Salingue |
| Letweltervægt  | Saleh Khalaf Abdelbary | Willy Blain      | Mohamed Ali Sassi Mohamed Allalou   |
| Weltervægt     | Xavier Noël            | Sami Khelifi     | Spyridon Ioannidis Geard Ajetović   |
| Letmellemvægt  | Bülent Ulusoy          | Benamar Meskine  | Georgios Gazis Mohamed Marmouri     |
| Mellemvægt     | Ramadan Yasser         | Firat Karagullu  | Mourad Ouhichi Mamadou Diambang     |
| Letsværvægt    | Mourad Sahraoui        | Yildirim Tarhan  | Antonio Brillantino Ahmed Ismail    |
| Sværvægt       | Milorad Gajović        | Omar Bellaouati  | Mohamed Homrani Ahmet Aksu          |
| Super-sværvægt | Sami Jendoubi          | Ahmed Wattar     | Mehdi Aouiche Aleksander Pejanović  |

## Medaljer
| Plads | Land                  | Guld | Sølv | Bronze | Total |
| ----- | --------------------- | ---- | ---- | ------ | ----- |
| 1     | Tyrkiet               | 4    | 2    | 1      | 7     |
| 2     | Tunesien              | 3    | 3    | 6      | 12    |
| 3     | Egypten               | 2    | 1    | 1      | 4     |
| 4     | Frankrig              | 1    | 2    | 5      | 8     |
| 5     | Algeriet              | 1    | 2    | 1      | 4     |
| 6     | Serbien og Montenegro | 1    | 0    | 2      | 3     |
| 7     | Syrien                | 0    | 2    | 1      | 3     |
| 8     | Grækenland            | 0    | 0    | 3      | 3     |
| 9     | Italien               | 0    | 0    | 2      | 2     |
| 10    | Kroatien              | 0    | 0    | 1      | 1     |
| 10    | Cypern                | 0    | 0    | 1      | 1     |
| Total | Total                 | 12   | 12   | 24     | 48    |